# Boeing 80
Il Boeing 80 (talvolta indicato con la denominazione completa di Model 80) era un aereo da trasporto passeggeri progettato dall'azienda statunitense Boeing nella seconda metà degli anni venti del XX secolo.
Biplano trimotore, fu impiegato dalla compagnia aerea Boeing Air Transport (fondata dallo stesso William Boeing) per la realizzazione di collegamenti commerciali di linea per il trasporto di passeggeri e corrispondenza.

## Storia del progetto
Il Boeing "Model 80" nacque specificamente per fornire alla Boeing Air Transport un aereo destinato all'impiego sulla rotta commerciale tra San Francisco e Chicago ed il costruttore fece ricorso alla formula trimotore che si era già rivelata particolarmente valida in ambito commerciale, come dimostravano i casi precedenti del Ford Trimotor e del de Havilland DH.66 Hercules.
Il progetto dell'aereo vide la luce nei primi mesi del 1928 ed il primo esemplare fu portato in volo già nel corso dell'estate (non è chiaro se alla fine di luglio o nel successivo mese di agosto).
Complessivamente il modello fu realizzato in sedici esemplari che, progressivamente modificati sulle linee di montaggio, subirono costanti miglioramenti che diedero vita complessivamente a quattro diverse varianti caratterizzate da diversi motori e dalla rivisitazione della veste aerodinamica dei piani di coda.
Particolare l'origine del singolo esemplare denominato "Model 80B": fu l'unico velivolo tra quelli costruiti, realizzato con abitacolo completamente aperto. Fu utilizzato in prove comparative per dimostrare ai piloti gli aspetti vantaggiosi che caratterizzavano le cabine di pilotaggio chiuse, malgrado la minore visibilità (soprattutto in fase di manovra); fu presto modificato e riportato alla configurazione standard con la cabina di pilotaggio chiusa.

## Tecnica

### Cellula
Il Boeing 80 era un aereo dalla struttura mista: la fusoliera era costituita da tubi di acciaio saldati con rinforzi metallici a poppa della cabina ed aveva sezione rettangolare. I finestrini della cabina passeggeri (cinque per lato) erano rettangolari e la porta d'accesso era realizzata nella zona posteriore, nella fiancata sinistra dell'aereo.
Una delle modifiche di maggior rilievo che portarono allo sviluppo della versione "Model 80A", fu l'allungamento del velivolo che consentì di alloggiare più passeggeri, passando così dai dodici dei primi velivoli ai diciotto della seconda versione.

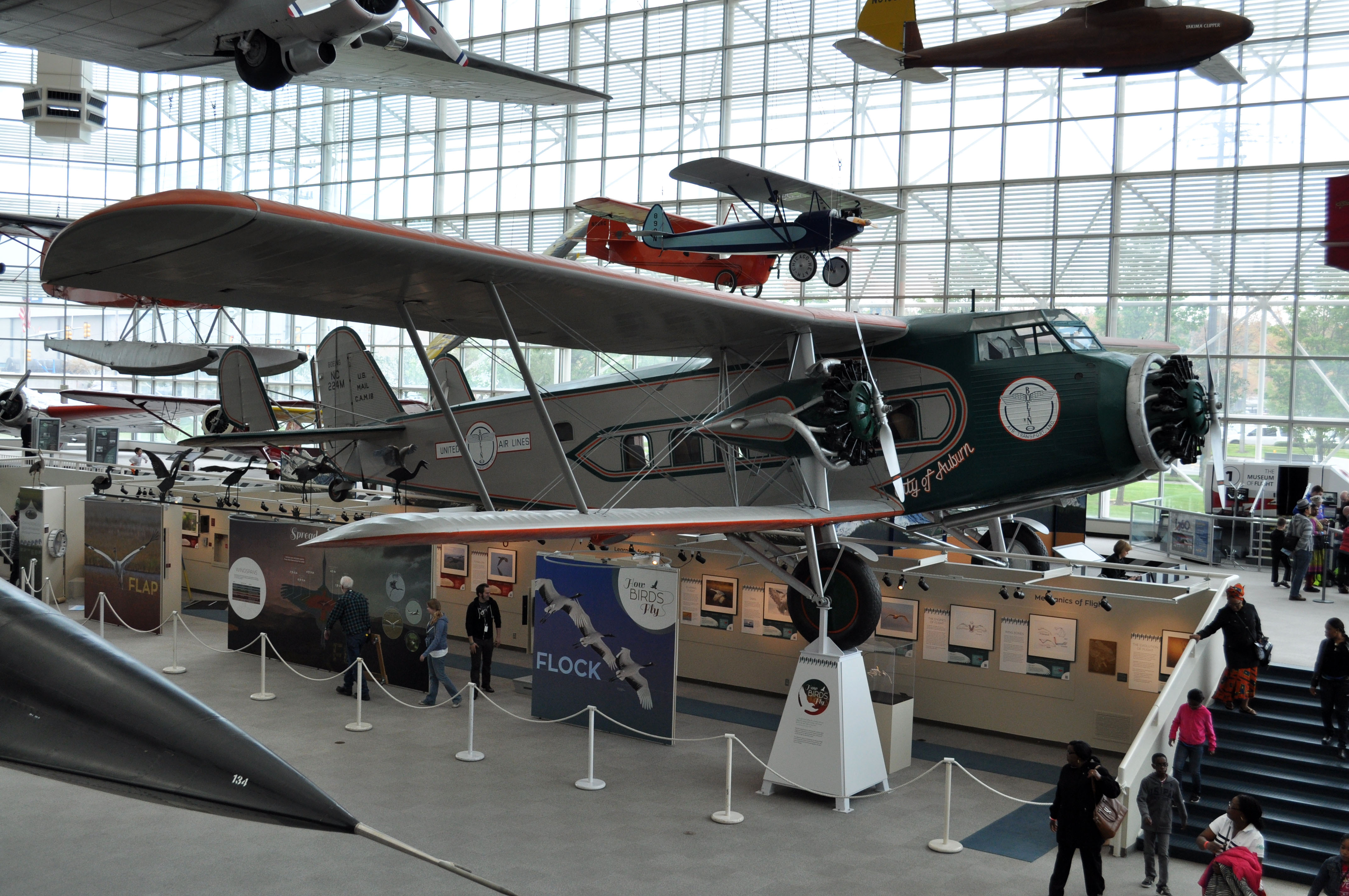
Un esemplare di Boeing 80A-1 esposto al Museum of Flight di Seattle.

Le ali avevano i longheroni e le centine costituiti da tubi d'acciaio cui erano collegati il bordo d'entrata e le estremità, i cui elementi erano staccabili e realizzati in legno. Il "Model 80" aveva configurazione alare sesquiplana ed i due piani alari erano tra loro collegati in due punti: nella zona esterna di ciascuna semiala erano presenti una coppia di montanti disposti a "II", mentre nella parte centrale era presente un solo montante che sosteneva la gondola del motore. La funzione di sostegno del montante centrale era supportata da una incastellatura di tubi metallici, anch'essi collegati sia ai piani alari che alla gondola del motore.
Nella zona posteriore la fusoliera aveva disegno rastremato verso l'alto, terminando nel cono posteriore che sosteneva l'impennaggio; questo inizialmente era di tipo classico ma fu modificato, semplificandone il disegno, nel passaggio alla versione "80A". Una nuova modifica nel disegno dei piani di coda caratterizzò la versione "80A-1": nei pressi dell'estremità dei piani orizzontali furono aggiunte due derive realizzate allo scopo di aumentare la stabilità direzionale dell'aereo.
Il carrello d'atterraggio era di tipo fisso, monoruota, ed era collegato all'intradosso del piano alare inferiore tramite una serie di robusti tubi metallici saldati. Al posteriore era presente un singolo ruotino, anch'esso non retraibile.

### Motori

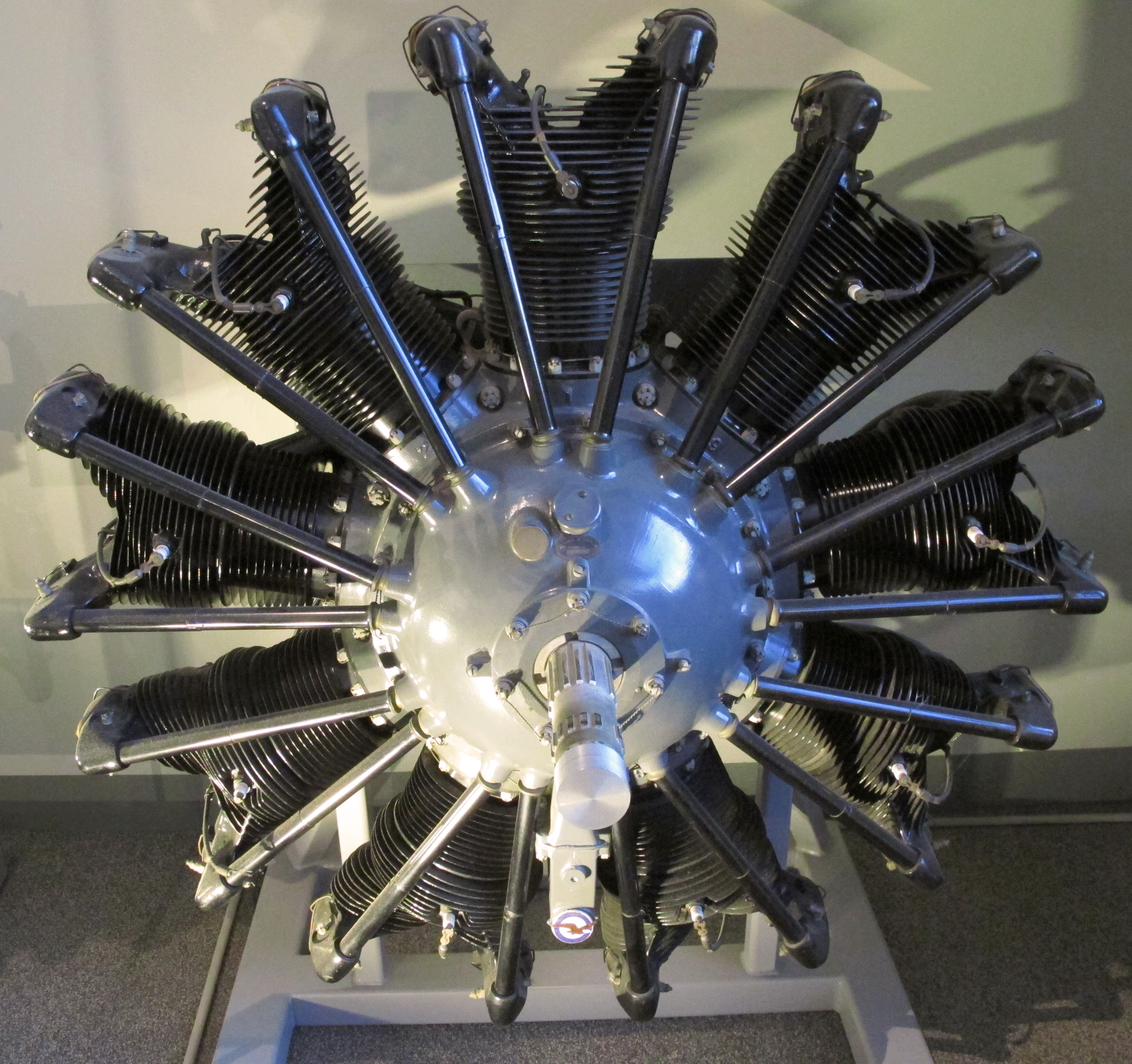
Primo piano di un Pratt & Whitney R-1340 Wasp.

I primi esemplari del "Model 80" furono dotati dei motori Pratt & Whitney R-1340 Wasp, radiali a nove cilindri raffreddati ad aria, capaci di sviluppare 410 cavalli vapore britannici (306 kW) di potenza. Dal punto di vista aerodinamico su due dei quattro esemplari costruiti, ribattezzati "Model 80 Special", vennero impiegati anelli Townend nei due motori disposti sulle ali.
Nella versione "Model 80A" la Boeing preferì impiegare i più grandi e potenti motori Pratt & Whitney R-1690 Hornet, anch'essi radiali a nove cilindri raffreddati ad aria, in grado di erogare 525 cavalli vapore britannici (391 kW) di potenza. In questo caso i primi due esemplari furono realizzati con carenature a completa copertura aerodinamica di tutte le tre unità motrici.
L'ultimo esemplare costruito, inizialmente identificato come "Model 80B", era equipaggiato con motori Hornet da 575 cavalli vapore britannici (429 kW).

## Impiego operativo
Il "Model 80" venne impiegato prevalentemente dalla Boeing Air Transport, in particolare per compiere i servizi di linea sulla rotta tra  San Francisco e Chicago. La cabina passeggeri dell'aereo, separata da quella destinata al pilotaggio, era spaziosa ed arredata con rivestimenti in pelle e dotata di lampade da lettura, ventilazione forzata e acqua corrente calda e fredda.
Sui Boeing Model 80 la BAT mise in servizio per la prima volta assistenti di sesso femminile, dando forma operativa ad un'idea di Ellen Church, infermiera diplomata che nutriva il sogno di diventare pilota d'aereo.
Il servizio dei "Model 80" si protrasse fino al 1933 quando iniziò la loro sostituzione con i nuovi Boeing 247; le fonti disponibili riportano un solo incidente in volo, occorso nel luglio del 1932, dovuto alle cattive condizioni meteorologiche che costrinsero i piloti ad un atterraggio d'emergenza che, in ogni caso, si concluse senza vittime.

## Versioni

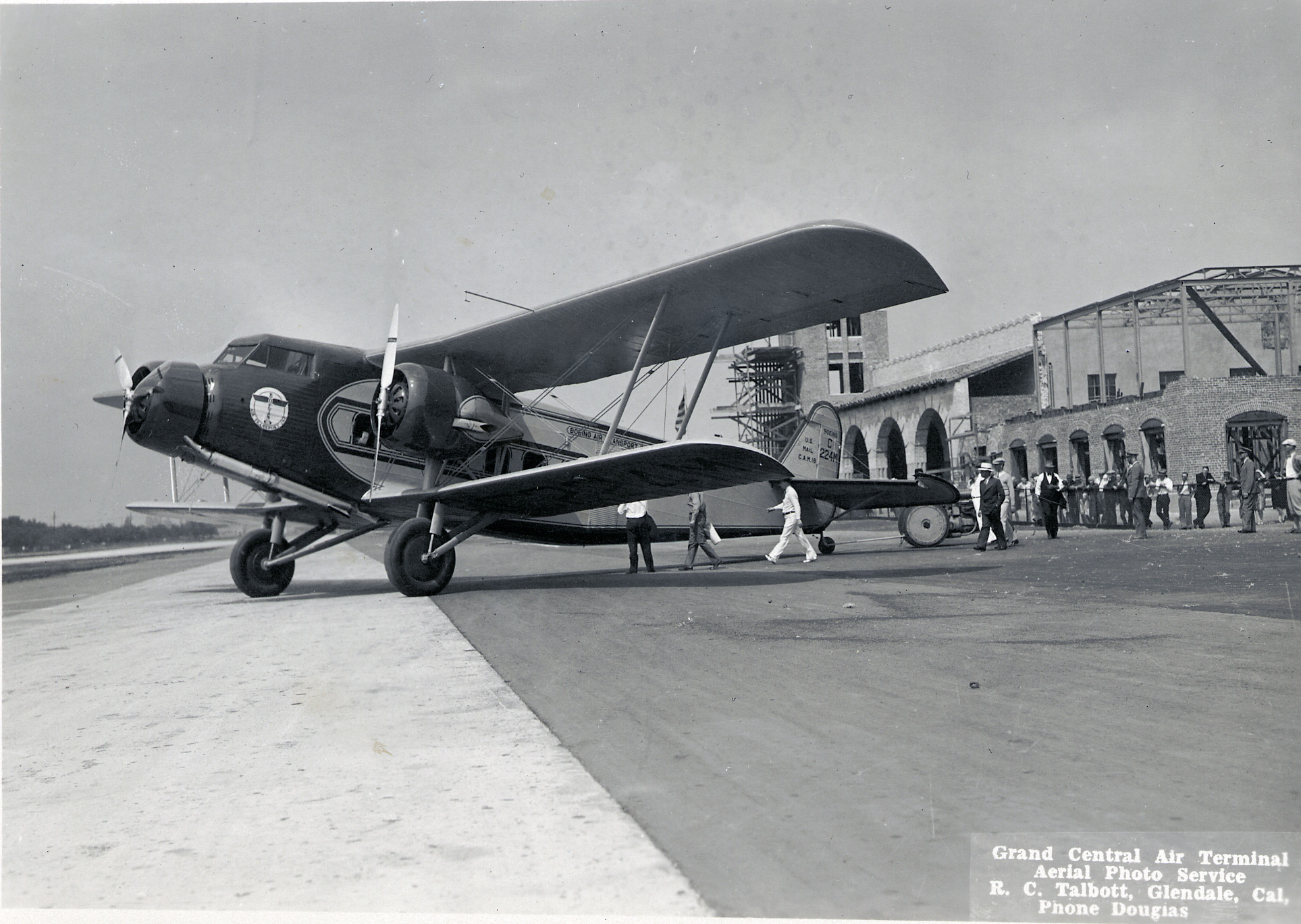
Un Boeing 80 sul piazzale del Grand Central Airport di Glendale, in California.

- Model 80: Lotto composto da quattro velivoli, dotati di motori Pratt & Whitney Wasp. Due di questi aerei furono presto rivisti mediante l'aggiornamento aerodinamico delle linee del muso della fusoliera, l'impiego di impennaggio ridisegnato e l'installazione di anelli Townend ai motori disposti nelle ali; furono ridesignati "Model 80 Special"[7].
  - Model 80A: fu la versione migliorata del "Model 80", in particolare grazie alla sostituzione dei motori Wasp con tre Pratt & Whitney Hornet. L'incremento della potenza disponibile e l'allungamento della fusoliera consentirono di incrementare il numero di passeggeri da dodici a diciotto. Inizialmente era prevista la realizzazione di dodici esemplari, ma gli ultimi due furono rispettivamente completati come "Model 226" e "Model 80B"[2].
    - Model 80A-1: Designazione attribuita agli esemplari "80A" dopo la modifica dell'impennaggio, cui furono aggiunte due derive verticali ai lati di quella principale[10].

  - Model 80B: L'ultimo dei dodici previsti "Model 80A" fu modificato nella zona anteriore della fusoliera e dotato di cabina di pilotaggio completamente scoperta e posta in posizione sopraelevata; questa modifica fu dettata dalla "resistenza" mostrata dai piloti nei confronti della cabina di pilotaggio completamente chiusa. Una volta che gli equipaggi si convinsero dei vantaggi dell'abitacolo coperto, l'aereo fu nuovamente modificato e portato allo standard "80A-1"[5].
- Model 226: Fu la designazione assegnata all'undicesimo esemplare del lotto iniziale di dodici "Model 80A"; rivisto nelle finiture interne ed affinato aerodinamicamente in diversi dettagli tra cui il carrello d'atterraggio dotato di carenatura, fu realizzato come trasporto executive di lusso per conto della Standard Oil Company[11].

## Utilizzatori
Stati Uniti
- Boeing Air Transport

### Annotazioni
1. ↑  Negli Stati Uniti indicati con il termine drag ring, letteralmente anello di (riduzione della) resistenza aerodinamica.

### Fonti
1. 1 2 3 4  Historical Snapshots: Model 80, in The Boeing Company.
2. 1 2 3 4 5  Bowers, 1989, p. 138.
3. 1 2 3  Angelucci e Matricardi, 1979, p. 234.
4. 1 2 3  Bowers, 1989, p. 136.
5. 1 2 3  Bowers, 1989, p. 142.
6. 1 2  Bowers, 1989, p. 140.
7. 1 2  Bowers, 1989, p. 137.
8. ↑  Long, 2008, in wired.com.
9. ↑  ASN Aircraft accident Boeing 80, in aviation-safety.net.
10. ↑  Bowers, 1989, p. 141.
11. ↑  Bowers, 1989, p. 158.